# Sparkasse Wittgenstein
Die Sparkasse Wittgenstein ist eine öffentlich-rechtliche Sparkasse mit Sitz in Bad Berleburg. Ihr Geschäftsgebiet umfasst die Städte Bad Berleburg und Bad Laasphe sowie die Gemeinde Erndtebrück.

## Geschichte
Die Gründung der Sparkasse Wittgenstein erfolgte im Jahr 1849. Damit ist sie das älteste und größte Kreditinstitut des Altkreises Wittgenstein.
Die Sparkasse Wittgenstein ist eine Zweckverbandssparkasse der Städte Bad Berleburg, Bad Laasphe sowie der Gemeinde Erndtebrück mit dem Hauptsitz in Bad Berleburg.
Neben der Hauptgeschäftsstelle in Bad Berleburg existieren Niederlassungen in Bad Laasphe, Erndtebrück, Aue, Arfeld und Feudingen, kleinere Geschäftsstellen in den Ortschaften Banfe, Girkhausen, Bad Laasphe sowie mehrere SB-Geschäftsstellen.

## Organisationsstruktur
Die Sparkasse Wittgenstein ist eine Anstalt des öffentlichen Rechts. Rechtsgrundlagen ist das Sparkassengesetz, Organe sind der Vorstand, der Risikoausschuss und der Verwaltungsrat. Die zuständige Aufsichtsbehörde ist die Bundesanstalt für Finanzdienstleistungsaufsicht in Bonn.

## Geschäftszahlen
Die Sparkasse Wittgenstein wies im Geschäftsjahr 2023 eine Bilanzsumme von 1,007 Mrd. Euro aus und verfügte über Kundeneinlagen von 793,55 Mio. Euro. Gemäß der Sparkassenrangliste 2023 liegt sie nach Bilanzsumme auf Rang 318. Sie unterhält 7 Filialen/Selbstbedienungsstandorte und beschäftigt 198 Mitarbeiter.